# Deuteronomos alniaria
Deuteronomos alniaria är en fjärilsart som beskrevs av Carl von Linné 1758. Deuteronomos alniaria ingår i släktet Deuteronomos och familjen mätare. Inga underarter finns listade i Catalogue of Life.